# Жул
Жул (на сръбски: Жуљ) е село в Босна и Херцеговина, разположено в община Соколац, в ентитета на Република Сръбска. Намира се на 839 метра надморска височина. Населението му според преброяването през 2013 г. е 21 души, от тях: 17 (80,95 %) сърби, 3 (14,28 %) бъшняци, 1 (4,76 %) хърватин.

## Население
Численост на населението според преброяванията през годините:
- 1961 – 158 души
- 1971 – 132 души
- 1981 – 117 души
- 1991 – 75 души
- 2013 – 21 души